# تاکاهیرو میکی
تاکاهیرو میکی (انگلیسی: Takahiro Miki؛ زادهٔ ۲۹ اوت ۱۹۷۴) کارگردان فیلم، کارگردان تلویزیونی و کارگردان موزیک ویدئوی اهل ژاپن است. وی از سال ۱۹۹۸ میلادی تاکنون مشغول فعالیت بوده است. از فیلم‌های وی می‌توان فردای من، دیروز تو (۲۰۱۶) را نام برد.